# Lexus USF40
Die intern  Lexus USF40 bezeichnete Oberklasselimousine der LS-Serie von Lexus wurde in Deutschland seit Januar 2007 und bis Januar 2018 angeboten, als die Reihe durch den neuen USF50 abgelöst wurde. USF40 ist die letzte Generation der Lexus-LS-Reihe und die erste, die in Japan als solche verkauft wurde und nicht mehr als Toyota Celsior. Sie verfügte über das weltweit erste Automatikgetriebe mit acht Fahrstufen. Mit dem LS 600h war seit Juni 2007 die stärkste Hybridmotorisierung erhältlich. Es war auch der erste Hybrid in der Oberklasse.

## Technische Innovationen

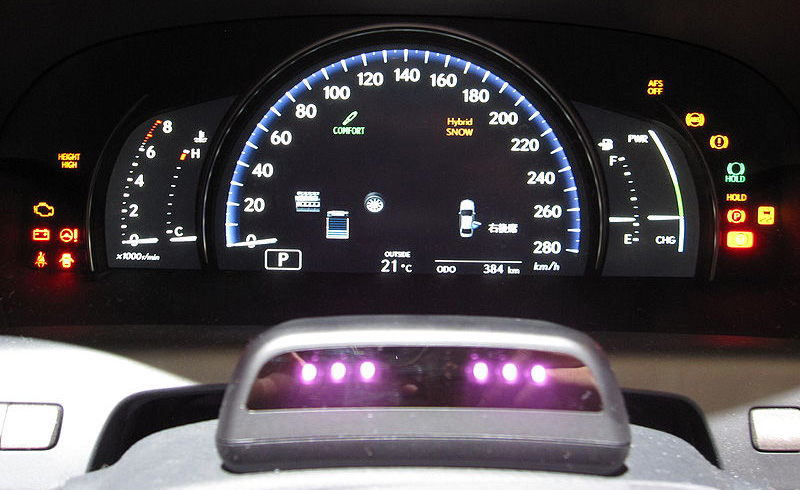
Gesichtsfeldmonitor mit Infrarotsensoren am Lenkrad

Für die aktuelle Lexus LS-Serie sind zahlreiche technische Innovationen verfügbar:
- Der Gesichtsfeldmonitor ist eine auf der Lenksäule angebrachte Kamera, die bei Dunkelheit mit Infrarotunterstützung arbeitet und die Symmetrie des Gesichts des Fahrers überwacht. Wird eine Unregelmäßigkeit festgestellt, weil der Fahrer beispielsweise aus dem Seitenfenster blickt oder beim gefährlichen Sekundenschlaf die Augen zu lange schließt, erfolgt eine Meldung an die Bordelektronik.
- Die Objekterkennung AODS arbeitet mit einem Millimeterwellen-radar, einer Stereokamera und Infrarot-Scheinwerfer (Sensordatenfusion) und überwacht den Fahrbahnbereich vor und hinter dem Fahrzeug.
- Der lane keep assistant LKA (Spurhalte-Assistent) überwacht mittels der Stereokamera die Fahrbahnmarkierung und warnt optisch und akustisch, falls diese überfahren wird, ohne dass der Blinker gesetzt wurde.
- Bei gleichzeitig aktivierter automatischer Distanzregelung unterstützt die elektrische Servolenkung (EPS) mit variablem Übersetzungsverhältnis (VGRS) den Fahrer aktiv durch künstlich erzeugte Lenkkräfte, die Spur zu halten.
- Der Notlenkassistent (ESA) sorgt in einer Gefahrensituation für ein direkteres Ansprechen der Lenkung.
- LED-Abblendlicht im LS 600h.[1]

Zusammengefasst durch Informationsfusion im Advanced Pre-Crash-Sicherheitssystem (A-PCS) (zweite Generation) sollen diese Systeme die aktive Sicherheit erhöhen und auch präventiv eingreifen. Erkennt das System eine unvermeidbare Kollision, werden unter anderem die Gurte gestrafft, der Bremsassistent aktiviert und die adaptive Luftfederung (AVS) reguliert, um die Unfallfolgen zu minimieren. Bei Geschwindigkeiten unter 40 km/h bremst der LS sogar selbsttätig bis zum Stillstand.
Daneben ist für den LS 460 ein sensorgesteuerter Einparkassistent (IPA) (selbstlenkende Einparkhilfe) verfügbar. Durch einen Ultraschallsensor im Bereich der vorderen Stoßstange wird eine Parklücke vermessen, dann durch die Heckkamera erfasst und nach Einlegen des Rückwärtsgangs auf einem Monitor angezeigt. Der Fahrer bestätigt diese Parklücke und kann in diese einfahren, wobei die Lenkung selbständig arbeitet. Das Auto verfügt über ein Integriertes Fahrdynamik-Management (Vehicle Dynamics Integrated Management VDIM) und semi-aktives Fahrwerk Adaptive Variable Suspension mit Luftfederung.

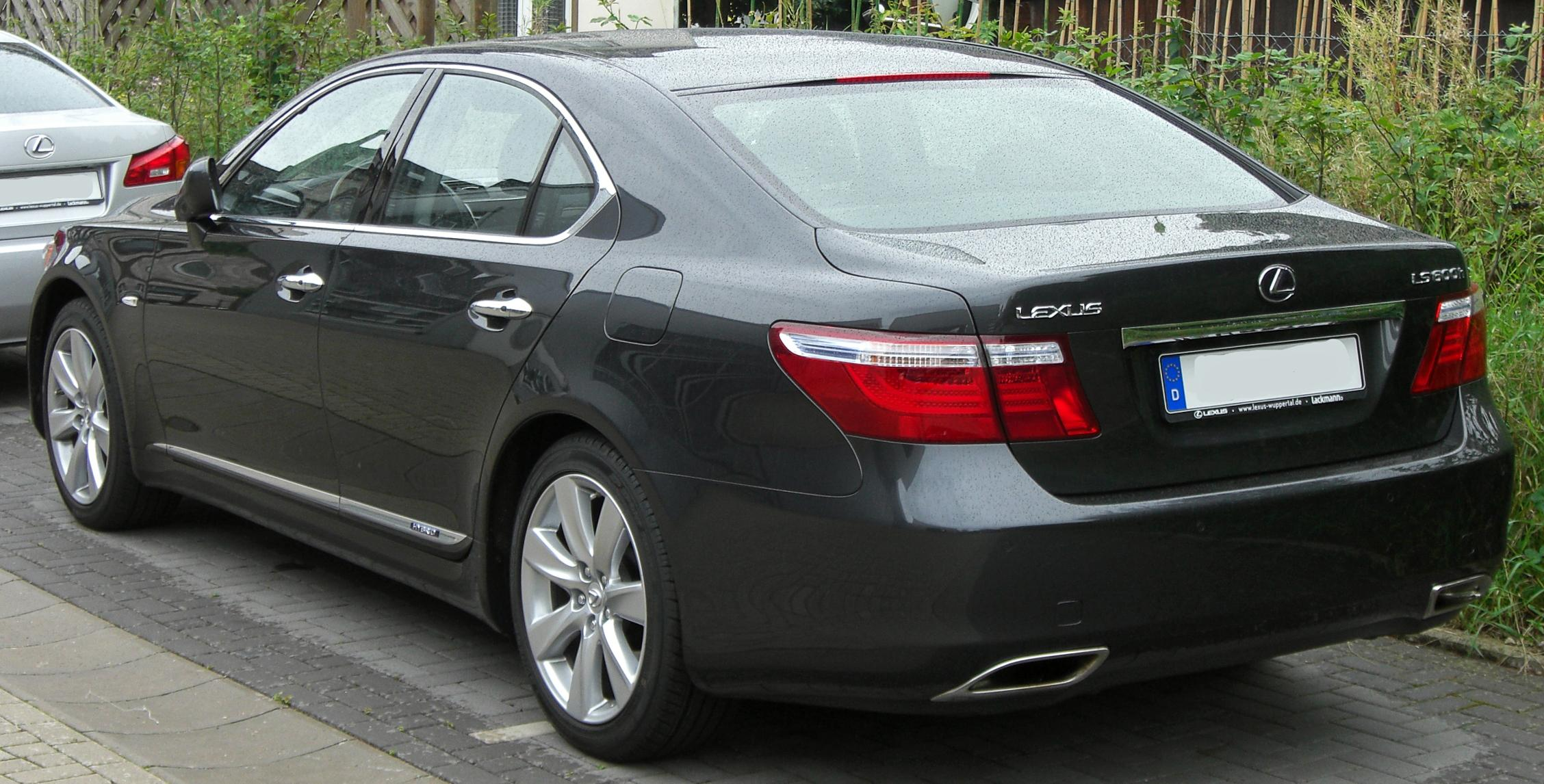
Heckansicht
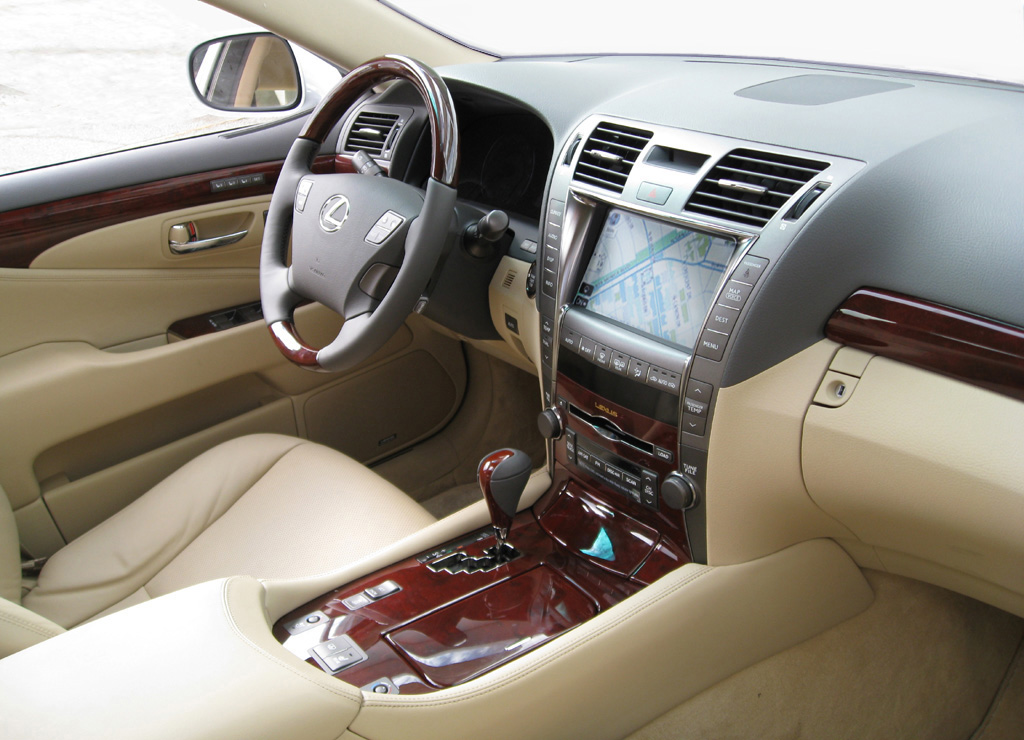
Cockpit
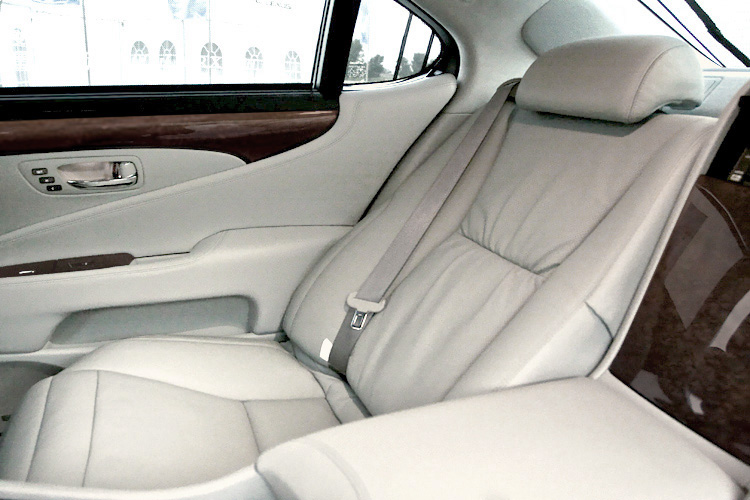
Komfort-Rücksitz
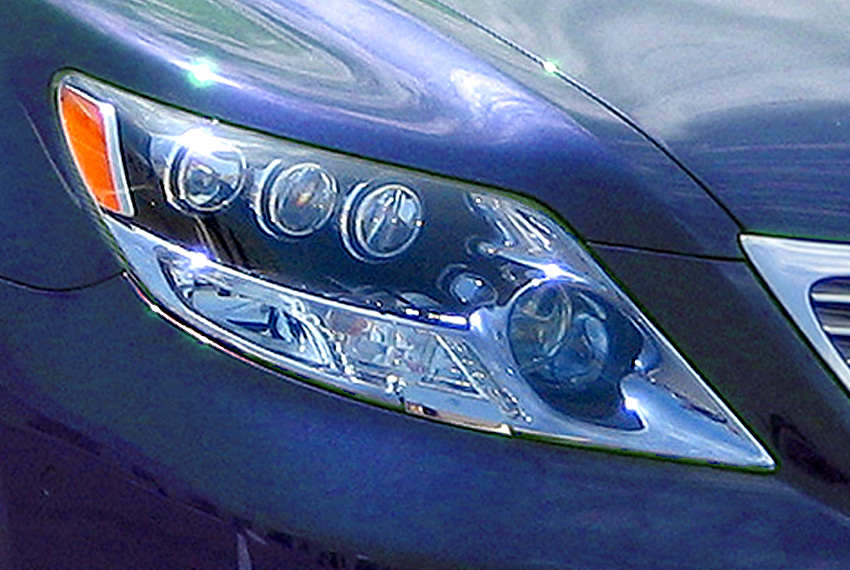
LED-Scheinwerfer

### Modellpflege
Im Frühjahr 2010 erfolgte ein dezentes Facelift. Es beinhaltete leicht modifizierte Schweller und Heckleuchten. Zudem wurde der Kühlergrill geändert sowie der darunter befindliche Lufteinlass.

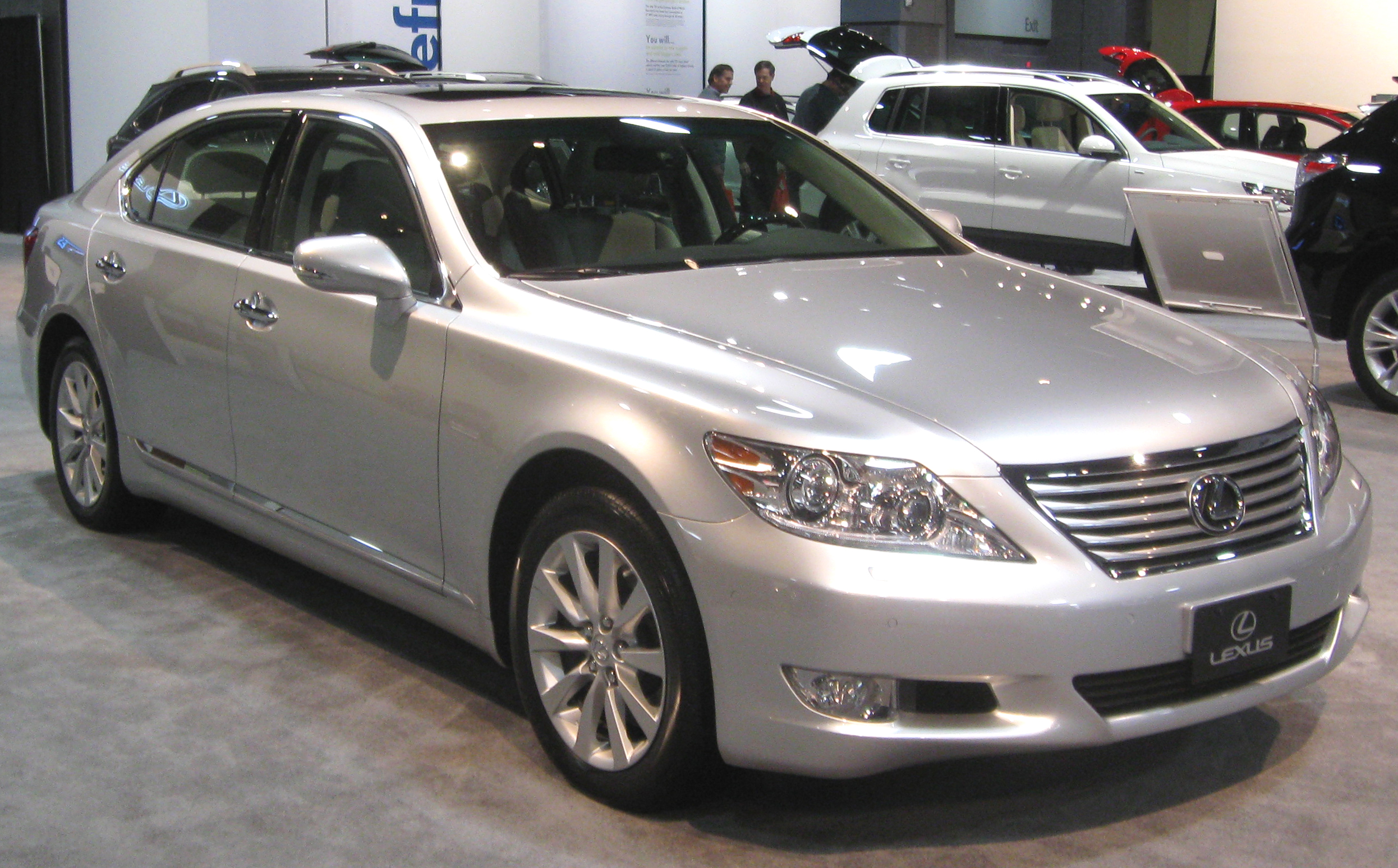
Lexus LS 460 L (2010–2013)
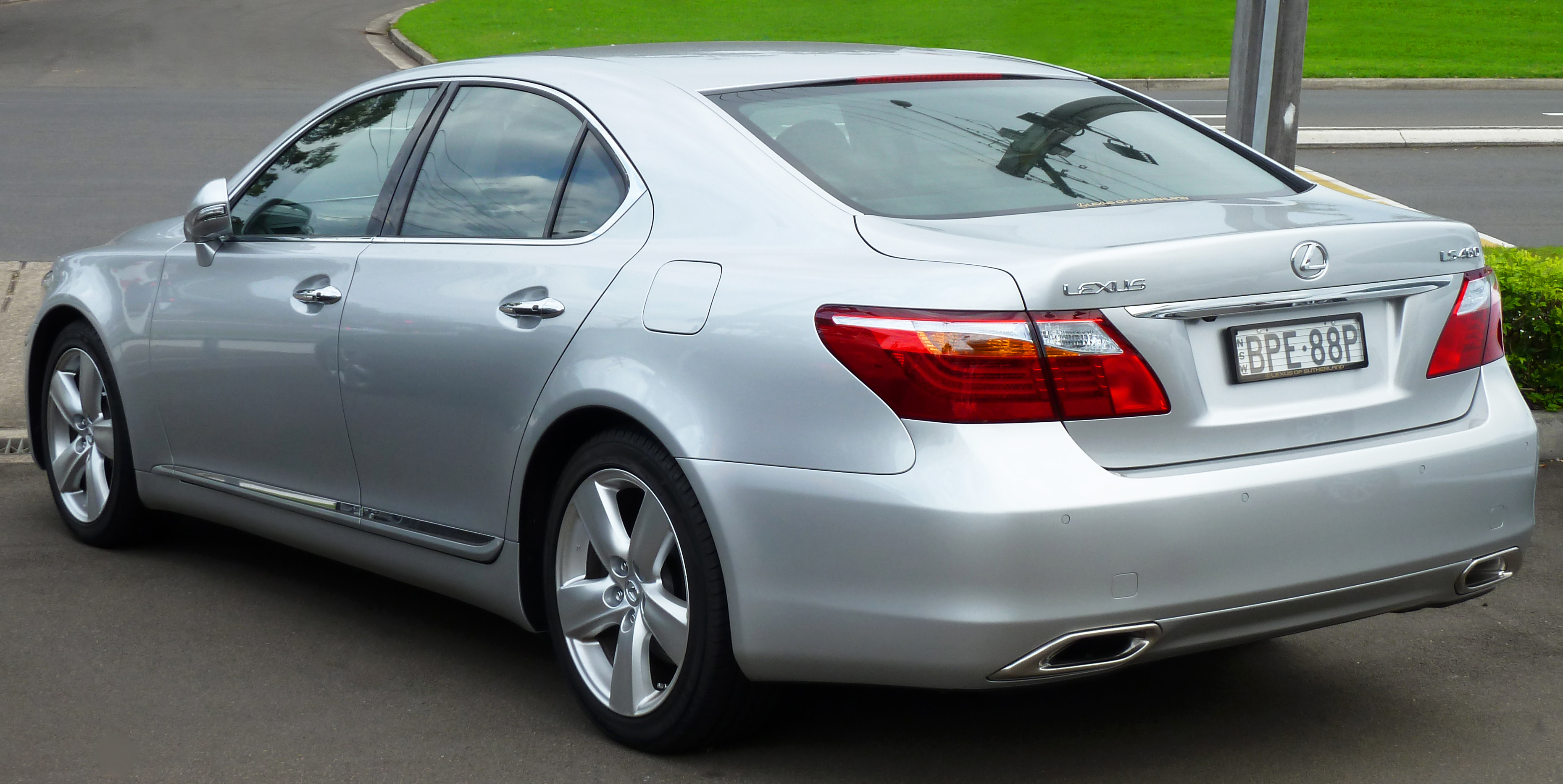
Heckansicht
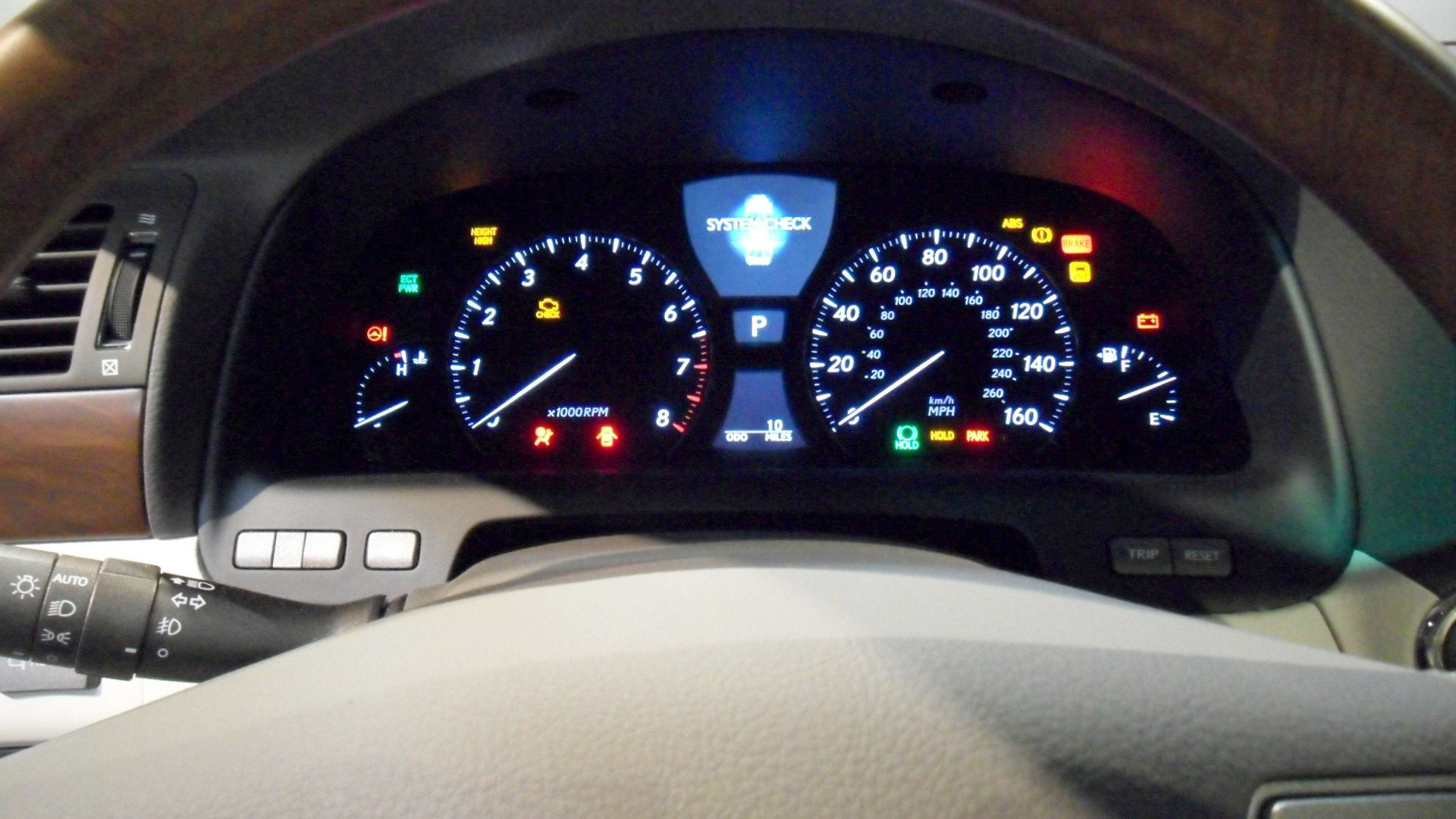
Kombiinstrument

Anfang 2013 wurde eine große Modellpflege am LS vorgenommen. Dabei wurden Heckleuchten, Scheinwerfer, Kühlergrill und Schweller der aktuellen Lexus-Designlinie angeglichen.
Außerdem kommen neue LED-Scheinwerfer sowie Rücklichter zum Einsatz.

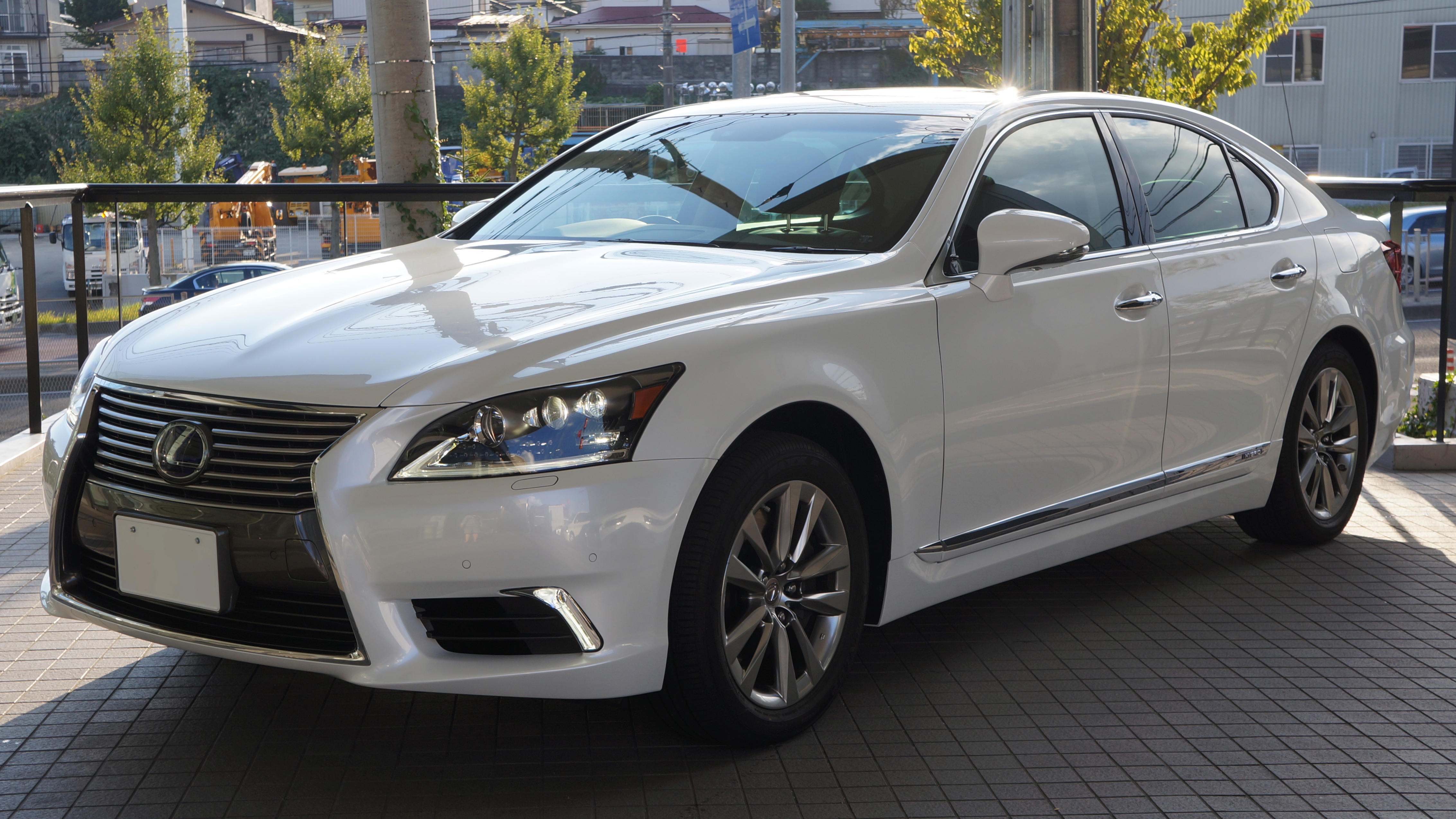
Lexus LS 600h (2013–2018)
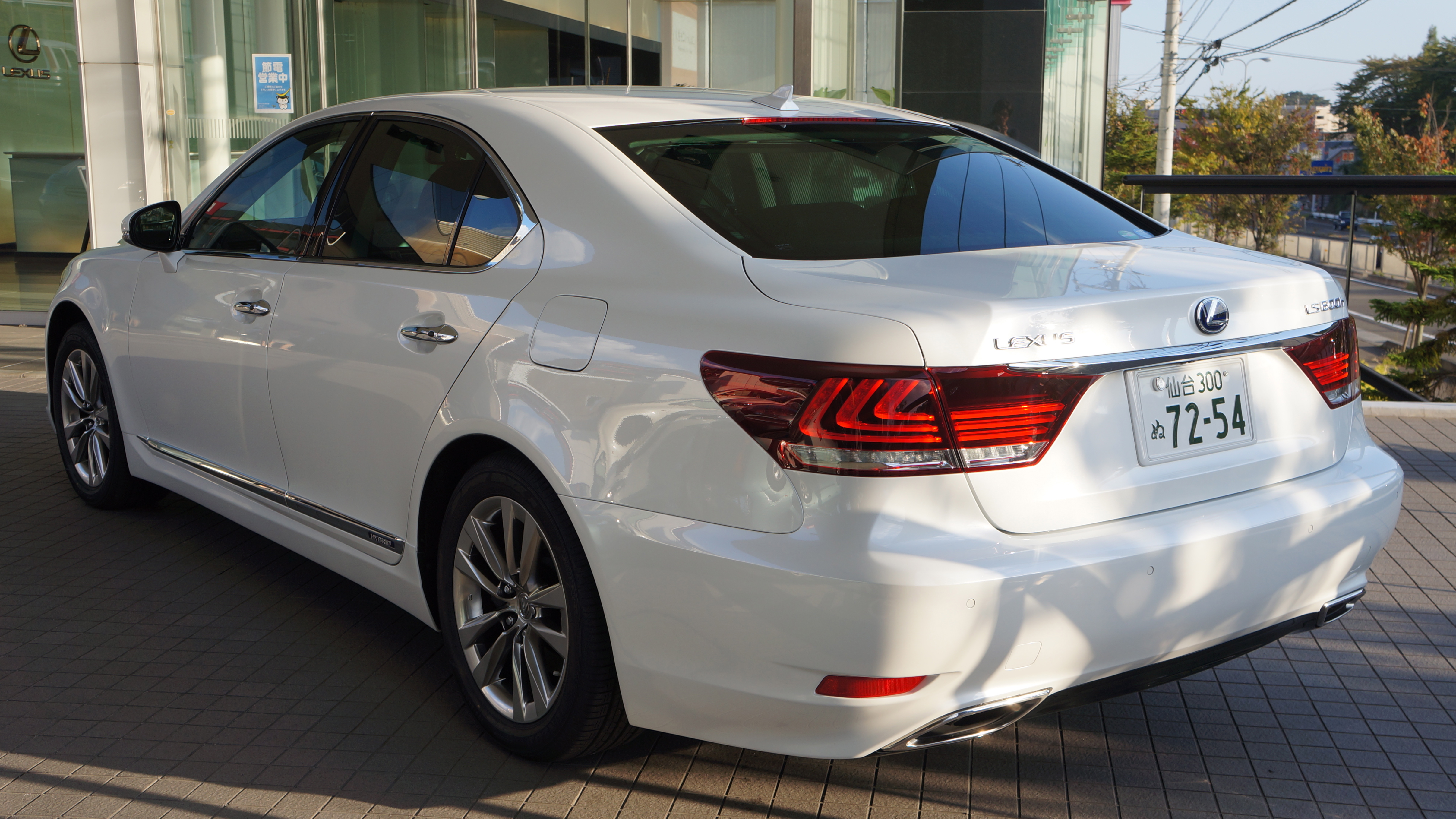
Heckansicht
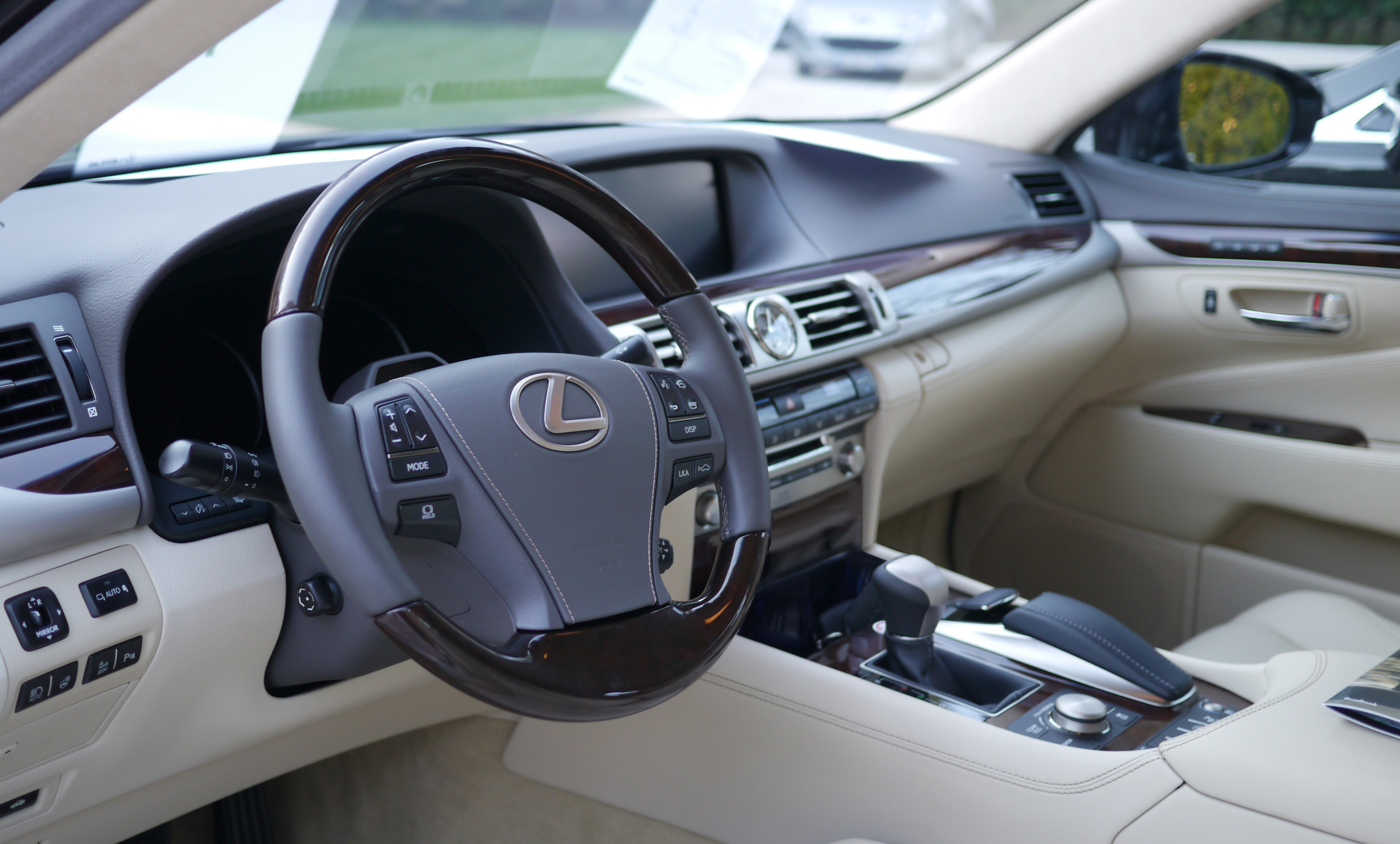
Innenraum

## Motoren
Für die Lexus LS-Serie sind zwei Motoren in 2 Radständen erhältlich. Bei beiden Motoren handelt es sich um V8-Ottomotoren. Im LS 600h/LS 600h L wird der Benzinmotor von einem Elektromotor sowie einer Hochleistungsbatterie unterstützt – ein sogenanntes Voll-Hybridsystem. Jedoch reduziert das Batteriepack das Gepäckraumvolumen von 505 Liter im LS 460 auf 325 Liter im LS 600h/LS 600h L. Zudem verringert sich die Zuladung von 365–475 kg auf 225–385 kg – je nach Ausstattung.
|                                                                   | LS 460/LS 460 L (09/2006–11/2016)                                            | LS 460 AWD (12/2008–11/2016)                                                 | LS 600h/LS 600h L (06/2007–01/2018)            |
| Motorbauart und Zylinderanzahl                                    | V8-Ottomotor                                                                 | V8-Ottomotor                                                                 | V8-Ottomotor + Elektromotor                    |
| Hubraum                                                           | 4608 cm³                                                                     | 4608 cm³                                                                     | 4969 cm³                                       |
| Leistung                                                          | bis 02/2013: 280 kW (381 PS) bei 6400 seit 02/2013: 285 kW (387 PS) bei 6400 | bis 02/2013: 270 kW (367 PS) bei 6400 seit 02/2013: 272 kW (370 PS) bei 6400 | 290 kW (394 PS) bei 6400                       |
| max. Drehmoment                                                   | bis 02/2013: 493 Nm bei 4100 seit 02/2013: 473 Nm bei 4100                   | bis 02/2013: 469 Nm bei 4100 seit 02/2013: 473 Nm bei 4100                   | 520 Nm bei 4000                                |
| Elektromotor                                                      | −                                                                            | −                                                                            | 165 kW (224 PS)/300 Nm                         |
| Hochleistungsbatterie                                             | −                                                                            | −                                                                            | 37 kW/288 V Nennspannung Nickel-Metallhydrid   |
| Systemleistung                                                    | −                                                                            | −                                                                            | 327 kW (445 PS) 650 V max. Betriebsspannung    |
| Antrieb                                                           | Hinterradantrieb                                                             | permanenter mechanischer Allradantrieb                                       | permanenter mechanischer Allradantrieb         |
| Getriebe                                                          | 8-Gang-Automatik                                                             | 8-Gang-Automatik                                                             | stufenlose Automatik                           |
| Höchstgeschwindigkeit, km/h                                       | 250 (abgeregelt)                                                             | 250 (abgeregelt)                                                             | 250 (abgeregelt)                               |
| Beschleunigung 0–100 km/h in s                                    | 5,7                                                                          | 6,3                                                                          | bis 02/2013: 6,3 seit 02/2013: 6,1             |
| Kraftstoffverbrauch (nach EWG-Richtlinie, kombiniert) in l/100 km | bis 02/2013: 11,1 Super seit 02/2013: 10,7 Super                             | bis 02/2013: 11,6 Super seit 02/2013: 11,4 Super                             | bis 02/2013: 9,3 Super seit 02/2013: 8,6 Super |
| CO2-Emission, kombiniert in g/km                                  | bis 02/2013: 261 seit 02/2013: 249                                           | bis 02/2013: 274 seit 02/2013: 263                                           | bis 02/2013: 219 seit 02/2013: 199             |
| Tankinhalt                                                        | 84 L                                                                         | 84 L                                                                         | 84 L                                           |
| Grundpreis (Deutschland inkl. MwSt.)                              | 82.800 €                                                                     | 90.850 €                                                                     | 103.900 €                                      |

## Hybrid
Für den Lexus LS 600h ist ein Hybridantrieb verfügbar. Bei diesem handelt es sich um eine Kombination aus einem 5,0-l-V8-Benzintriebwerk und einem Elektromotor. Er hat relativ niedrige Verbrauchs- und Emissionswerte. Seine Leistung beträgt 327 kW (445 PS) bei einer Beschleunigung von 0 auf 100 km/h in 6,3 s. Bei niedriger Geschwindigkeit wird er ausschließlich vom Elektromotor angetrieben. Der LS 600h erreicht im rein elektrischen Antriebsmodus Geschwindigkeiten bis zu 50 km/h. Bei höheren Geschwindigkeiten und dynamischer Beschleunigung wird das Benzintriebwerk automatisch hinzugeschaltet. Das Hybridsystem verfügt über eine intelligente Steuerung, die automatisch die wirkungsvollste und effizienteste Kombination der Kraftquellen auswählt. Beim Abbremsen und im Schiebebetrieb verwandelt der Elektromotor die Bewegungsenergie in elektrische Energie und speichert sie in der Hochleistungsbatterie.
Als zusätzliche Innovation bot Lexus als weltweit erster Hersteller für den LS 600h erstmals LED-Abblendlicht serienmäßig an. Dieses besteht aus drei LED-Linsen für das Abblendlicht und zwei weiteren LEDs zur Nahbereichsausleuchtung. Die Fernlichtfunktion wird von einem Xenonlicht, Blink- und Standlichtfunktion von Glühlampen übernommen.